# Geocentriskt kartesiskt koordinatsystem
Geocentriskt kartesiskt koordinatsystem är ett tredimensionellt ortonormerat koordinatsystem ungefärligt orienterat med origo i jordens tyngdpunkt, z-axeln parallell med jordens rotationsaxel, x-axeln genom Greenwichmeridianen och y-axeln vinkelrät mot dessa så att ett s.k. högersystem bildas.
WGS 84 är ett exempel på ett geodetiskt datum som använder ett geocentriskt kartesiskt koordinatsystem.